# Дейтън
Вижте пояснителната страница за други значения на Дейтън.
Дейтън (на английски: Dayton) е град в югозападната част на щата Охайо, САЩ. Има население от 158 873 жители (2005) и обща площ от 146,70 км² (56,60 мили²).

## История
Градът е основан на 1 април 1796 г., получава статут на град през 1805 г.
Наименуван е на Джонатан Дейтън, американски политик от Ню Джърси, най-младия от подписалите Конституцията на САЩ. Това е най-големият и известен град с името Дейтън в САЩ.
През 1995 г. във военновъздушната база Райт-Патерсън край Дейтън е подписан Дейтънският мирен договор, с който се слага край на водената война в Босна и Херцеговина.

## Личности
- Ким Дийл, музикантка, участва в групите „Пиксис“, „Ампс“ и „Брийдърс“, р. 10 юни 1961 г.
- Мартин Шийн, актьор, р. 3 август 1940 г.
- Стивън Сомърс, режисьор и сценарист, р. 20 март 1962 г.

## Побратимени градове
- Сараево (Босна и Херцеговина)
- Холон (Израел)